# Javier Pinola
Javier Horacio Pinola (ur. 24 lutego 1983 w Olivos) – piłkarz argentyński grający na pozycji lewego obrońcy.
Posiada także obywatelstwo włoskie.

## Kariera klubowa
Pinola jest wychowankiem klubu Chacarita Juniors.
W 2000 roku zadebiutował w barwach tego klubu w lidze argentyńskiej. Grał w nim przez dwa lata, będąc podstawowym zawodnikiem, przeważnie zajmował miejsca w środku tabeli.
W 2002 roku przeszedł do Atlético Madryt. Przez rok występował jednak tylko w rezerwach, a w Primera División zadebiutował we wrześniu 2003 roku w wygranym (1:0) spotkaniu z Albacete. Oprócz debiutu, zagrał jeszcze w meczu z CA Osasuna i w styczniu 2004 powrócił do ojczyzny, zostając zawodnikiem stołecznego Racing Club. W Racingu przez półtora roku miał pewne miejsce w składzie, co wpłynęło na powrót zawodnika do dawnej formy.
Latem 2005 Pinola został wypożyczony do niemieckiego 1. FC Nürnberg. W Bundeslidze zadebiutował 6 sierpnia w przegranym meczu z Hamburger SV (0:3). Od początku sezonu grał w wyjściowej jedenastce i miał pewne miejsce na lewej obronie. Z klubem z Norymbergi zajął ósme miejsce w lidze, a w 2006 roku jego wypożyczenie przedłużono o kolejny rok. Sezon 2006/2007 był dla Pinoli i Nürnberg jeszcze bardziej udany. Zespół zajął szóste miejsce oraz zdobył Puchar Niemiec. W lipcu 2007 Nürnberg wykupiło Pinolę za 1,2 miliona euro. W 2008 roku spadł z Nürnberg do drugiej ligi, ale już po roku powrócił z zespołem do pierwszej ligi.

## Kariera reprezentacyjna
W pierwszej reprezentacji zadebiutował w czerwcu 2007 roku, w spotkaniu przeciwko reprezentacji Algierii.
Wcześniej, Pinola występował w młodzieżowej reprezentacji Argentyny U-20.

## Statystyki
| Sezon   | Klub              | Rozgrywki        | Mecze | Bramki |
| ------- | ----------------- | ---------------- | ----- | ------ |
| 2000/01 | Chacarita Juniors | Primera División | 13    | 0      |
| 2001/02 | Chacarita Juniors | Primera División | 31    | 1      |
| 2002/03 | Atlético Madryt   | Primera División | 0     | 0      |
| 2003/04 | Atlético Madryt   | Primera División | 2     | 0      |
| 2003/04 | Racing Club       | Primera División | 18    | 0      |
| 2004/05 | Racing Club       | Primera División | 35    | 1      |
| 2005/06 | 1. FC Nürnberg    | Bundesliga       | 25    | 1      |
| 2006/07 | 1. FC Nürnberg    | Bundesliga       | 32    | 1      |
| 2007/08 | 1. FC Nürnberg    | Bundesliga       | 19    | 1      |
| 2008/09 | 1. FC Nürnberg    | 2. Bundesliga    | 33    | 1      |
| 2009/10 | 1. FC Nürnberg    | Bundesliga       | 33    | 0      |
| 2010/11 | 1. FC Nürnberg    | Bundesliga       | 28    | 2      |
| 2011/12 | 1. FC Nürnberg    | Bundesliga       | 17    | 0      |
| 2012/13 | 1. FC Nürnberg    | Bundesliga       | 28    | 0      |
| 2013/14 | 1. FC Nürnberg    | Bundesliga       | 20    | 0      |
| 2014/15 | 1. FC Nürnberg    | 2. Bundesliga    | 25    | 1      |
| 2015/16 | Rosario Central   | Primera División | 11    | 0      |
| 2016/17 | Rosario Central   | Primera División | 23    | 0      |
| 2017/18 | River Plate       | Primera División | 46    | 4      |
| 2018/19 | River Plate       | Primera División | 38    | 1      |
| 2019/20 | River Plate       | Primera División | 34    | 1      |
| 2020/21 | River Plate       | Primera División | 3     | 0      |

## Sukcesy

### Klubowe
Nürnberg
- DFB-Pokal: 2006–07

River Plate
- Copa Argentina: 2016–17
- Supercopa Argentina: 2017
- Copa Libertadores: 2018
- Recopa Sudamericana: 2019

### Reprezentacyjne
Argentyna U-20
- Mistrzostwa Ameryki Południowej U-20: 2003